# Striga hermonthica
Striga hermonthica là loài thực vật có hoa thuộc họ Cỏ chổi. Loài này được (Delile) Benth. miêu tả khoa học đầu tiên năm 1836.

## Hình ảnh

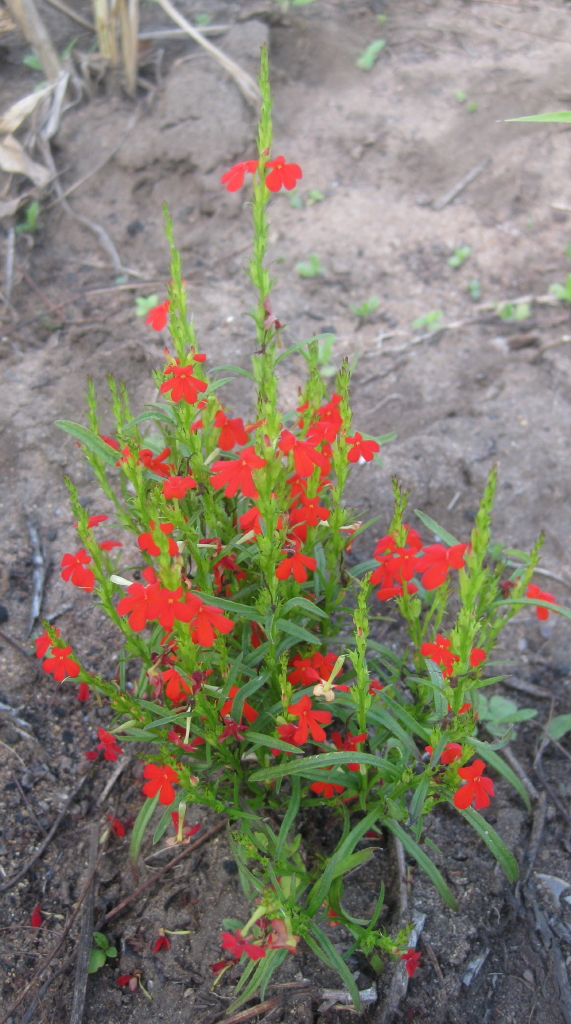
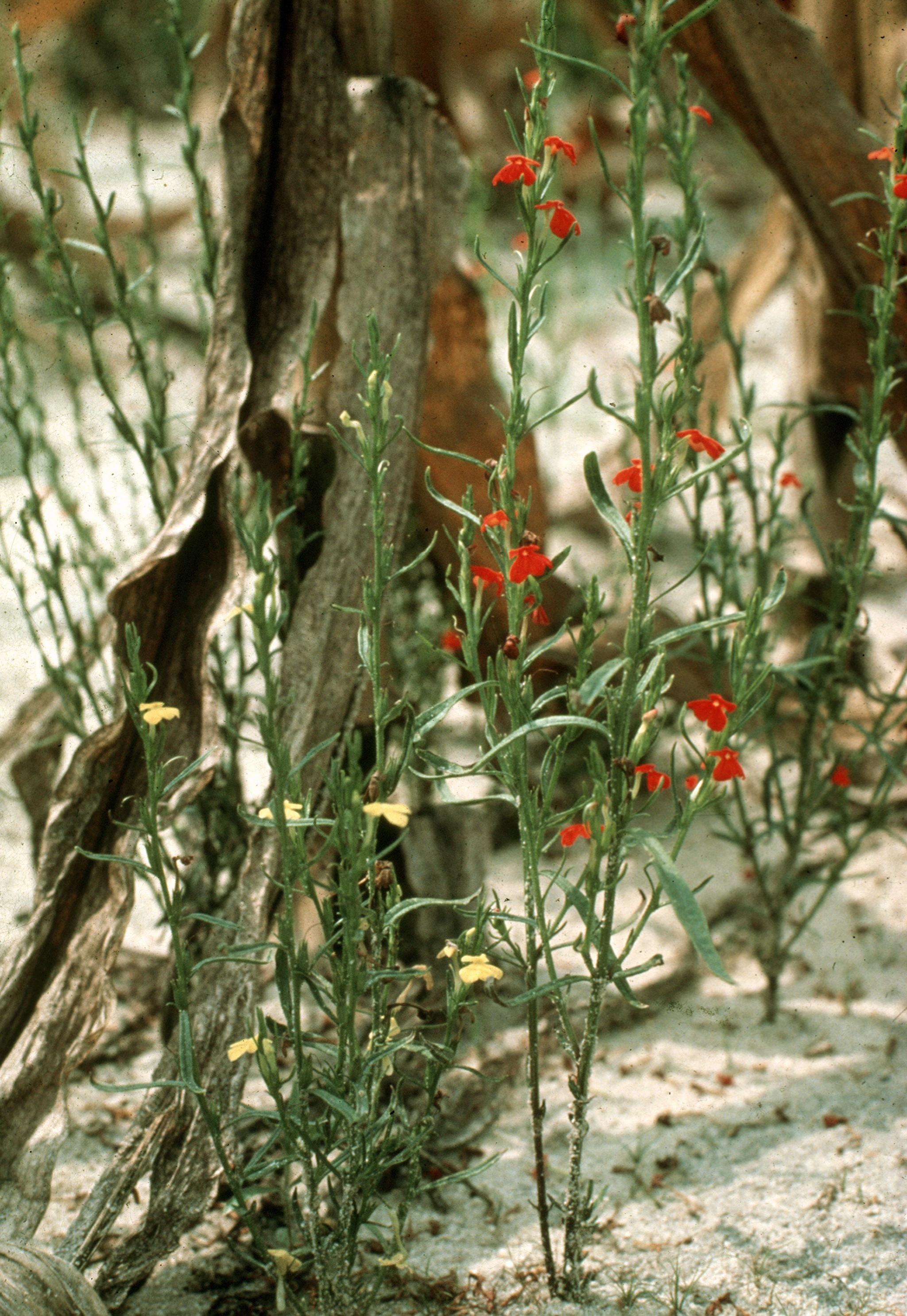
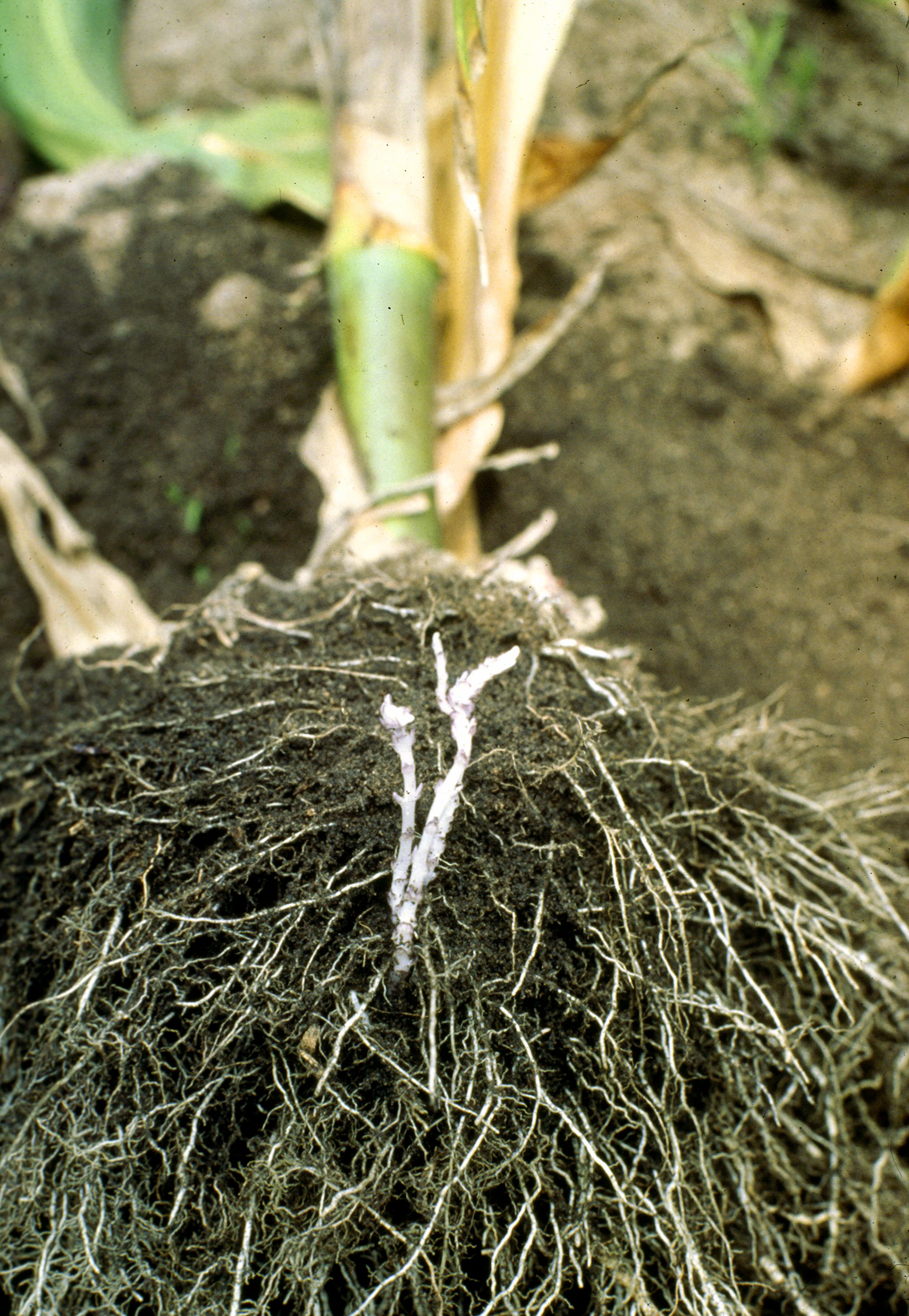